# غیرفرقه‌ای
موسسه‌های غیرفرقه‌ای (به انگلیسی: Nonsectarian)، موسسه‌هایی سکولار یا نوع دیگری از سازمان‌ها هستند که به یک گروه مذهبی خاص وابسته یا محدود به آن نیستند.